# Commelina opulens
Commelina opulens är en himmelsblomsväxtart som beskrevs av Charles Baron Clarke. Commelina opulens ingår i släktet himmelsblommor, och familjen himmelsblomsväxter. Inga underarter finns listade.